# صهيب (اسم)
أصل أسم صُهَيْب عربي، وهو أسم علم مذكر،  
وهو تصغير أصهب، وهو الذي شعرُه يميل إلى الحمرة أو إلى الشُّقرة، ويعني الأصهب: اليوم البارد.
والصهبة من ألوان الإبل، بياض يعلوه شبيه بالصفرة.
وهو اسم علم شخصي مذكر عربي، وله انتشار في العالم العربي.
ومن اشتقاقاته: صُهَيْب صهباء.

## الشخصيات
- صهيب بن سنان، صحابي من أصحاب النبي محمد (متوفي عام 38هـ).